# Эффект зрачка
Эффект «зрачка» — присутствие цервикальной слизи на влагалищной части шейки матки у основания цервикального канала, фиксируемое при гинекологическом осмотре и служащее признаком овуляции. Канал шейки матки заполнен шеечной, или цервикальной, слизью, препятствующей проникновению микроорганизмов из влагалища в матку. Слизь является вязкой большую часть менструального цикла, это препятствует не только проникновению микроорганизмов, но и проникновению сперматозоидов. В период овуляции вязкость цервикальной слизи уменьшается — это делает возможным прохождение сперматозоидов через цервикальный канал в матку. В связи с «разжижением» часть слизи вытекает из цервикального канала и скапливается в виде капли — это напоминает появление зрачка. Таким образом, эффект зрачка служит признаком овуляции. Определение овуляции с помощью «эффекта зрачка» считается устаревшим методом и современными гинекологами практически не используется. Для определения овуляции в современной гинекологии используют определение концентрации лютеинизирующего гормона в крови или моче, а также ультразвуковое исследование яичников. На изменении вязкости цервикальной слизи основан также метод Биллингса.